# Обыкновенная гимнура
Обыкновенная гимнура, или гимнура (лат. Echinosorex gymnura) — вид млекопитающих из подсемейства гимнур (Galericinae) семейства ежовых (Erinaceidae). Единственный представитель рода гимнур (Echinosorex).

## Описание
Обыкновенная гимнура длиной от 26 до 45 см, длина покрытого редкими волосками и чешуёй хвоста составляет примерно от 17 до 30 см. Вес животного составляет от 0,5 до 2 кг.
Грубая шерсть окрашена в чёрный цвет, голова, шея и задняя половина хвоста белые. Морда вытянутая.

## Распространение
Обыкновенная гимнура обитает в Юго-Восточной Азии, её ареал охватывает Малайский полуостров, а также Суматру и Калимантан. Животное предпочитает влажные девственные леса, держась преимущественно вблизи рек, а также большие мангровые болота.

## Образ жизни
Обыкновенная гимнура активна преимущественно ночью. Днём она прячется между корнями дерева, под стволом или в норе, уложив своё спальное место листьями. Ночью животные отправляются на поиски корма, при этом они чаще держатся на земле, не влезая на деревья. Это хорошие пловцы, получающие часть своего питания в воде. Ведут одиночный образ жизни, агрессивно реагируя на сородичей. Входы своих спальных мест маркируют остро пахнущим секретом анальных желез.

## Питание
Питание состоит в первую очередь из беспозвоночных, таких как ракообразные, черви, насекомые, скорпионы и другие, которых они ловят как в воде, так и на суше. Наряду с этим они питаются также мелкими позвоночными животными, такими, как лягушки и рыбы, иногда плодами.

## Размножение
Размножение происходит круглый год, как правило, у самки бывает два помёта в год. Через 35—40 дней периода беременности на свет появляются чаще всего два детёныша.